# Tall Sabha
Tall Sabha (arab. تل صبحة) – wieś w Syrii, w muhafazie Aleppo, w dystrykcie Dżabal Siman. W 2004 roku liczyła 187 mieszkańców.